# Willy Porter
Willy Porter (Mequon, 4 oktober 1964) is een Amerikaanse folk-muzikant uit Wisconsin. Zijn carrière als professioneel zanger en gitarist begon in 1990 met zijn album The Trees Have Soul. Zijn populariteit begon in 1994 met het album Dog-Eared Dream, waarvan de Angry Words vrij succesvol was. Dit leidde tot tournees, in het voorprogramma van artiesten als Tori Amos en The Cranberries.
Meer recent stond Porter in het voorprogramma van Jethro Tull. Daar raakte hij bevriend Jethro Tull's gitarist Martin Barre uit voort, met wie hij bijvoorbeeld in 2005 samen een tournee door Amerika maakte.

## Discografie
- The Trees Have Soul - 1990
- Dog-Eared Dream - 1995
- Falling Forward - 1999
- Willy Porter - 2002
- High Wire Live - 2003

- Gemeinsame Normdatei: 134988833
- International Standard Name Identifier: 0000 0000 4514 3647
- Library of Congress Control Number: n2002075332
- MusicBrainz: dd01c895-e124-413b-84f9-8e2112d2802e
- Virtual International Authority File: 1832636
- WorldCat: E39PBJB8qhGYR36BQwq4pj8Bfq